# Diostracus longicercus
Diostracus longicercus är en tvåvingeart som beskrevs av Zhu, Yang och Hayashi 2007. Diostracus longicercus ingår i släktet Diostracus och familjen styltflugor. Inga underarter finns listade i Catalogue of Life.